# Chenistonia maculata
Chenistonia maculata är en spindelart som beskrevs av Henry Roughton Hogg 1901. Chenistonia maculata ingår i släktet Chenistonia och familjen Nemesiidae.
Artens utbredningsområde är Victoria, Australien. Inga underarter finns listade i Catalogue of Life.